# Luís Antônio Barbosa
Luís Antônio Barbosa (Juiz de Fora, 1805 — Paraíba do Sul, 1860) foi um político brasileiro.
Foi presidente das províncias de Minas Gerais, nomeado por carta imperial de 22 de dezembro de 1851, de 13 de janeiro de 1852 a 19 de abril de 1853, e do Rio de Janeiro por quatro vezes, de 12 de dezembro de 1853 a 2 de maio de 1854, de 22 de setembro de 1853 a 3 de maio de 1855, de 26 de novembro de 1855 a 2 de maio de 1856, e de 7 de outubro de 1856 a 4 de agosto de 1857. Foi Ministro da Justiça em 1853.